# Golpe de Estado
Golpe de Estado est une voie d'escalade dans le neuvième degré située à Siurana en Espagne. Elle a été ouverte en 2008 par Chris Sharma. C'est la première voie confirmée au niveau 9b après sa répétition par Adam Ondra.

## Description
Golpe de Estado (Coup d'état en français) se situe dans le secteur El Pati de Siurana. Elle se trouve un peu à droite de La Rambla, une autre voie très réputée dans le neuvième degré. Elle a été équipée par Daniel Andrada et Chris Sharma en 2008.
Il s'agit d'une voie de 40 mètres comportant de nombreuses sections dans un style typique de l'escalade de bloc. La voie se décompose en plusieurs parties, une première section relativement facile de 10 mètres cotée environ 7b+ qui s'arrête sur un repos, une deuxième section de 4 mètres un peu plus difficile qui finit sur une bonne prise pour les mains, une troisième section constituée de mouvements très difficiles dont le crux de la voie et une quatrième section très endurante qui emprunte la fin de la voie Estado Critico (9a).
La section la plus difficile de la voie est un enchaînement de mouvements sur des prises à deux doigts entrecoupés par des mouvements dynamiques, et plus particulièrement un jeté sur une prise fuyante à la fin de la section. Ce mouvement particulièrement difficile a été répété de très nombreuses fois par Chris Sharma et Adam Ondra avant d'être réalisé.

## Histoire

### Première ascension
Golpe de Estado a été tentée en premier au début de 2008 par Daniel Andrada et Chris Sharma, dont on peut voir les nombreuses tentatives dans le film The Fanatic Search - La quête fanatique et qui pensent que sa cotation pourrait être de 9b. Chris y réalise d'ailleurs un nombre très impressionnant d'essais sur le fameux crux de la voie, mais malgré tout il ne parvient pas à réaliser ce mouvement extrêmement difficile et finit par laisser ce projet de côté pour se concentrer sur Jumbo Love, une autre voie en projet et potentiellement du même niveau. À la fin de 2008, après avoir réussi l'ascension de Jumbo Love, il revient faire des essais sur ''Golpe de Estado, et le 16 décembre, il réalise sa première ascension et la cote 9b.

### Premier 9b confirmé
Golpe de Estado n'est pas la première voie cotée 9b. En 1995 déjà, Fred Rouhling annonce avoir atteint ce niveau avec la première ascension de Akira, mais sa réalisation est remise en doute par le milieu de l'escalade car les premières voies en 9a commencent à peine à être définies à cette époque. Cependant, au début de 2012, Akira n'a toujours pas été répétée par un autre grimpeur. C'est donc Golpe de Estado, qui après sa première répétition par Adam Ondra le 13 mars 2010, est devenu la première voie d'escalade confirmée à une cotation de 9b.
Depuis cette date, il n'y a que la voie Ali Hulk Extension Sit Start, ouverte par Daniel Andrada en 2007 et répétée par Magnus Midtbø en août 2010, qui a vu sa cotation confirmée à 9b, et plus récemment Fight or Flight ouverte par Chris Sharma et confirmée en février 2013 par Adam Ondra.

## Répétitions
- Adam Ondra, le 13 mars 2010 (il confirme la cotation 9b)[4]